# Jo Bouillon
Jo Bouillon, pseudonimo di Joseph Jean Étienne Bouillon (Montpellier, 3 maggio 1908 – Buenos Aires, 9 luglio 1984), è stato un compositore, direttore d'orchestra e violinista francese.
Come quarto marito di Joséphine Baker, godette di una certa notorietà negli anni '50.

## Biografia
Sia il padre di Bouillon che il fratello Gabriel erano musicologi, rispettivamente a Montpellier e Parigi. Dal 1936 al 1947 diresse l' ensemble "Jo Bouillon et son orchestre". Dal 1947 si dedicò principalmente all'accompagnamento musicale di Joséphine Baker ma anche di Mistinguett e Maurice Chevalier. Bouillon sposò Joséphine Baker nel 1947 e insieme acquistarono il Castello des Milandes in Dordogna. Lì realizzarono il loro progetto di adottare bambini di diverse nazionalità, per dimostrare che la convivenza di “razze” diverse poteva funzionare egregiamente. Alla fine adottarono dodici bambini. Tutti i bambini adottati dalla coppia assunsero il cognome "Bouillon".
Baker e Bouillon si separarono nel 1957 e divorziarono nel 1961. Bouillon si ritirò a Buenos Aires dove aprì un ristorante francese, Le Bistro. Morì nel 1984, all'età di 76 anni, ed è sepolto nel cimitero di Monaco, accanto a  Joséphine Baker, nella tomba di granito nero donata dalla Principessa Grace.